# Elephant Beer

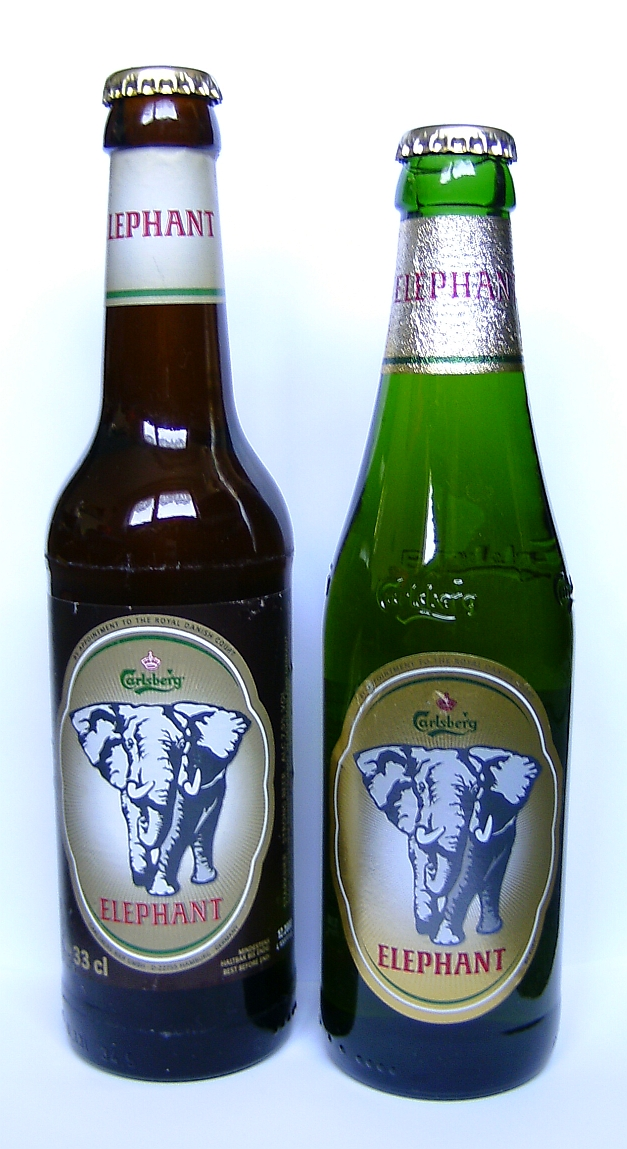
Elephant-Beer-Flaschen aus Deutschland, links altes, rechts neues Design, beide 7,5 % alc.

Das Elephant Beer ist ein helles, nicht trübes Starkbier der Carlsberg-Brauerei. Es enthält in Deutschland 7,5 % Alkohol, die seltener zu findende dänische Originalversion hat 7,2 %. Der Geschmack lässt sich als malzig beschreiben. Die Variante Elephant Extra Strong hat 10,5 % Alkoholgehalt.

## Carlsberg und die Elefanten

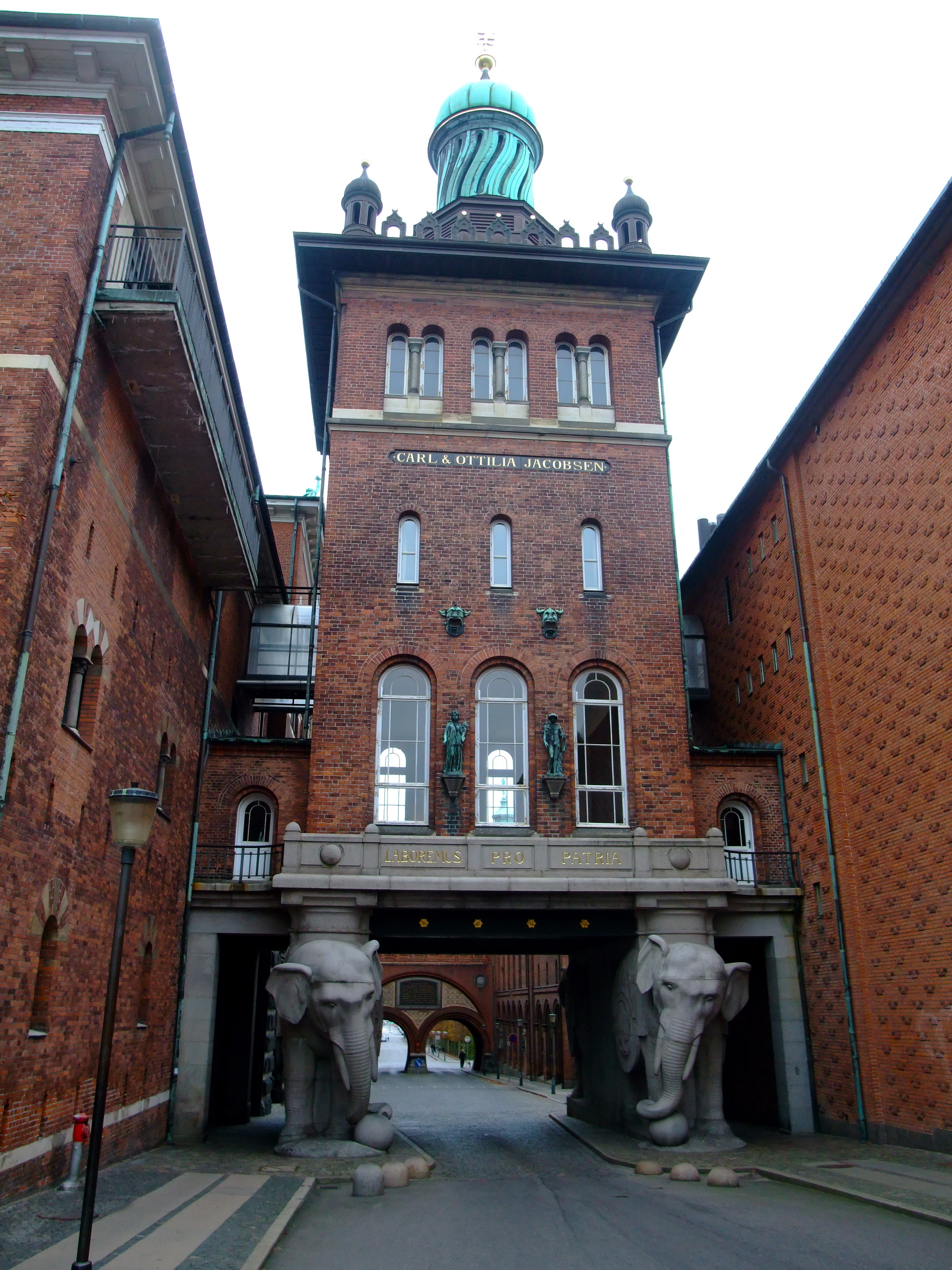
Das Elefantentor der Brauerei Carlsberg von außen

Das Elefantenmotiv spielte eine tragende Rolle in der Geschichte der Brauerei Carlsberg. Im Jahre 1901 nach einer Idee des Carl Jacobsen, Sohn des Firmengründers, in Zusammenarbeit mit dem Architekten Vilhelm Dahlerup aus Granit der Insel Bornholm errichtet, stützen vier Elefanten den sogenannten Elefantenturm, Teil des Hauptquartiers in Kopenhagen. Jacobsens Inspiration hierfür war Berninis Elefant mit Obelisk auf der Piazza della Minerva vor der Basilika Santa Maria sopra Minerva in Rom.
Nachdem das Elefantenmotiv die Brauerei über 50 Jahre begleitet hatte, wurde 1955 schließlich das Elephant Beer auf den Markt gebracht, zunächst unter dem Namen "Export Lager Beer". Nachdem es in Ghana, damals auch der Goldküste und Nigeria verkauft wurde, startete Carlsberg am 9. November 1959 den Verkauf in Dänemark. Elephant wird weltweit exportiert, einige örtliche Brauereien stellen das Bier weiterhin nach dem Originalrezept her.